# Harley Jane Kozak
Harley Jane Kozak, all'anagrafe Susan Jane Kozak (Wilkes-Barre, 28 gennaio 1957), è un'attrice e scrittrice statunitense.

## Biografia
Harley Jane Kozak è nata a Wilkes-Barre, in Pennsylvania. Il padre morì quando lei aveva solo un anno, e la madre si trasferì con lei nel Nebraska. Si è laureata nel 1980 presso la Tisch School of the Arts di New York.
Nel corso della sua carriera ha preso parte a film come Non entrate in quel collegio, Parenti, amici e tanti guai, I re della spiaggia, Aracnofobia,  Campioni di guai e ad alcune soap-opera come Texas, Sentieri e Santa Barbara. In quest'ultima il suo personaggio era morto, ma il pubblico non accettò questo incidente tanto che la produzione ammise l'errore e cercò di fare rientrare l'attrice che, avendo nl frattempo accettato altre proposte, non poté che declinare l'offerta.
Nel 1996 entra nel cast del film-TV Titanic, interpretando Bess Allison, una madre che muore nel tentativo di salvare il suo bambino nel momento dell'affondamento della nave.
Nel 2004 pubblica il suo primo romanzo "Dating Dead Man" grazie al quale ottiene il Premio Agatha. A questo fanno seguito altri romanzi sempre con protagonista Wollie Shelley, una donna con una famiglia eccentrica che si trova a risolvere casi di omicidio.

## Vita privata
È stata sposata per un anno, dal 1982 al 1983, con l'attore Van Saantvord e successivamente dal 1987 al 2007 con l'avvocato Greg Aldisert.
Vive a Los Angeles con i suoi tre figli, Audrey (2000) e i gemelli Lorenzo Robert e Giana Julia (2002), avuti dal secondo marito.

## Filmografia

### Cinema
- Non entrate in quel collegio (The House on Sorority Row), regia di Mark Rosman (1983)
- Fuori dal tunnel (Clean and Sober), regia di Glenn Gordon Caron (1988)
- Harry, ti presento Sally... (When Harry Met Selly...), regia di Rob Reiner (1989)
- Parenti, amici e tanti guai (Parenthood), regia di Ron Howard (1989)
- I re della spiaggia (Side Out), regia di Peter Israelson (1990)
- Aracnofobia (Arachnophobia), regia di Frank Marshall (1990)
- Campioni di guai (Necessary Roughness), regia di Stan Dragoti (1991)
- Rapina del secolo a Beverly Hills (The Taking of Beverly Hills), regia di Sidney J. Furie (1991)
- Caro Babbo Natale (All I Want for Christmas), regia di Robert Lieberman (1991)
- A letto con l'amico (The Favor), regia di Donald Petrie (1994)
- Magia nel lago (Magic in the Water), regia di Rick Stevenson (1995)
- The Lovemaster, regia di Michael Goldberg (1997)
- I Spit on Your Grave 3, regia di R.D. Braunstein (2015)

### Televisione
- Sentieri (Guiding Light) - soap opera, 55 puntate (1983-1985)
- Santa Barbara - soap opera, 179 puntate (1985-1989)
- Autostop per il cielo (Highway to Heaven) - serie TV, episodio 3x11 (1986)
- Legami violenti (Unforgivable), regia di Graeme Campbell - film TV (1996)
- A Friend's Betrayal, regia di Christopher Leitch - film TV (1996)
- Titanic, regia di Robert Lieberman - miniserie TV (1996)